# Hamza Bouras
Hamza Bouras (in arabo حمزة بوراس‎?; Rouïba, 16 dicembre 1987) è un velista algerino.
Ha partecipato ai Giochi di Rio de Janeiro 2016 e di Tokyo 2020, gareggiando nella categoria RS:X.